# العاص بن منبه
العَاص بن مُنَبه بن الحجاج بن عامر السهمي القرشي الكناني (30 ق هـ - 2 هـ / 593م - 624م) من فُرَسان قبيلة قريش في الجاهلية وصدر الإسلام، كان هو وأبوه منبه بن الحجاج وعَمه نبيه بن الحجاج من أشد أعداء الإسلام وهو صاحب السيف المشهور ذو الفقار الذي صار للنبي محمد ﷺ ، شهد العاص مع أبيه وعمه غزوة بدر وقُتِل فيها كافراً على يد علي بن أبي طالب وقُتِل أيضاً أبوه وعمه قال البلاذري: «قتل العاص بن منبه يوم بدر وكان له ذو الفقار سيف النبي صلى الله عليه وسلم ويُقَال أنه كان لأبيه منبه، ويُقَال أيضًا أنه كان لعمه نبيه بن الحجاج والثابت أنه كان للعاص بن منبه». وكان العاص نديماً في الجاهلية للوليد بن عُتَبة بن ربيعة العبشمي القرشي وقتلاً معاً في غزوة بدر الكبرى على يد علي بن أبي طالب.

## نسبه
- هو: العَاص بن مُنَبه بن الحَجاج بن عَامر بن حُذَيفة بن سَعد بن سهم بن عمرو بن هصيص بن مرة بن كعب بن لؤي بن غالب بن فهر بن مالك بن قريش بن كنانة بن خزيمة بن مدركة بن إلياس بن مُضَر بن نزار بن معد بن عدنان السَهمي القُرَشي الكناني.[3]
- أمه هي: أروى بنت العاص بن وائل بن هَاشم بن سَعيد بن سهم بن عمرو بن هصيص بن مرة بن كعب السهمية القرشية وخاله الصحابي عمرو بن العاص السهمي.[4]